# Петровско-Разумовское (усадьба)
Петровско-Разумовское — дворянская усадьба, располагавшаяся в одноимённом селе, территория которого в 1917 году вошла в состав Москвы. Находится по адресу: Тимирязевская улица, д. 49. Объект культурного наследия федерального значения.

## История

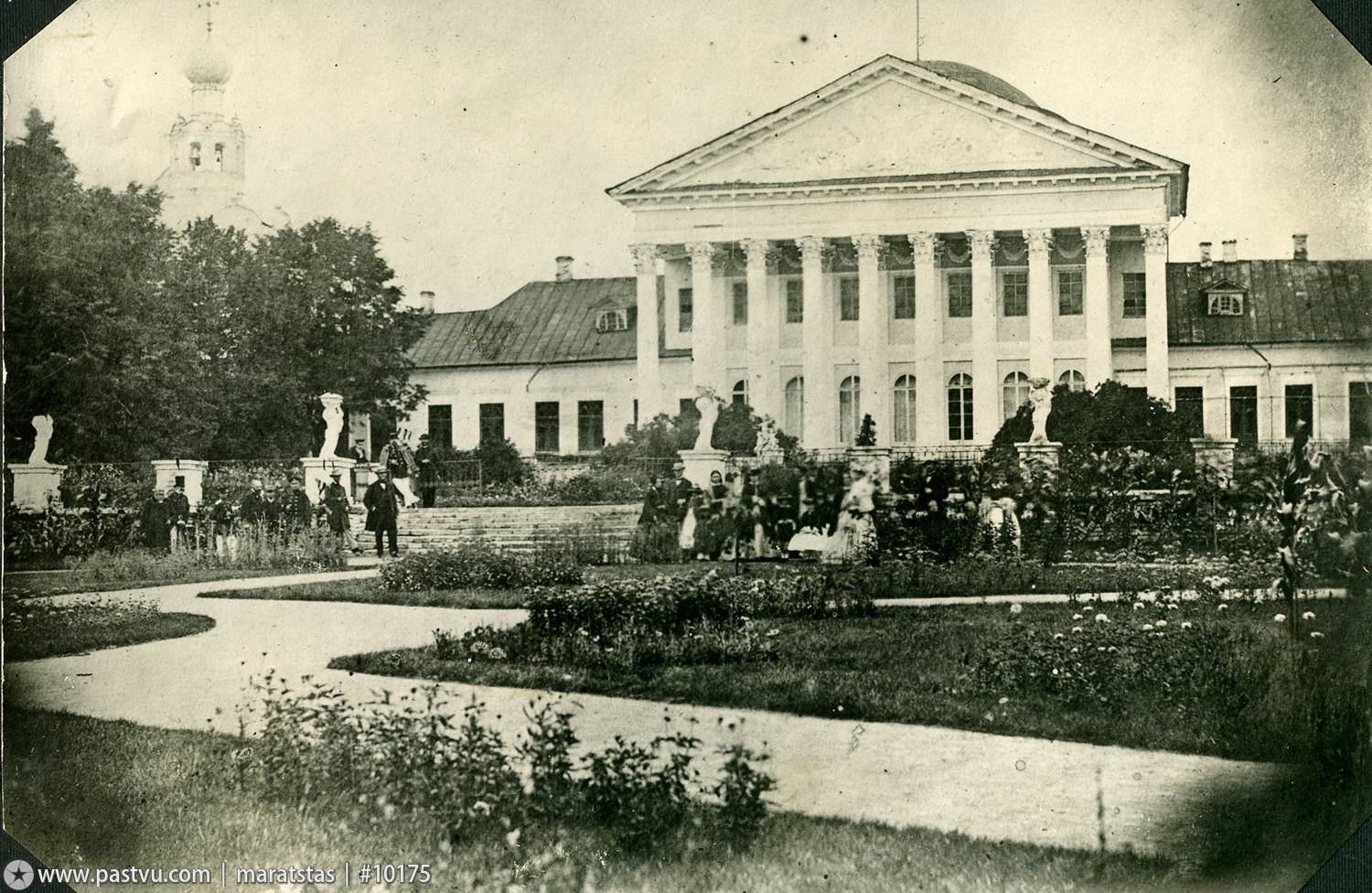
Деревянный дворец в 1852 году

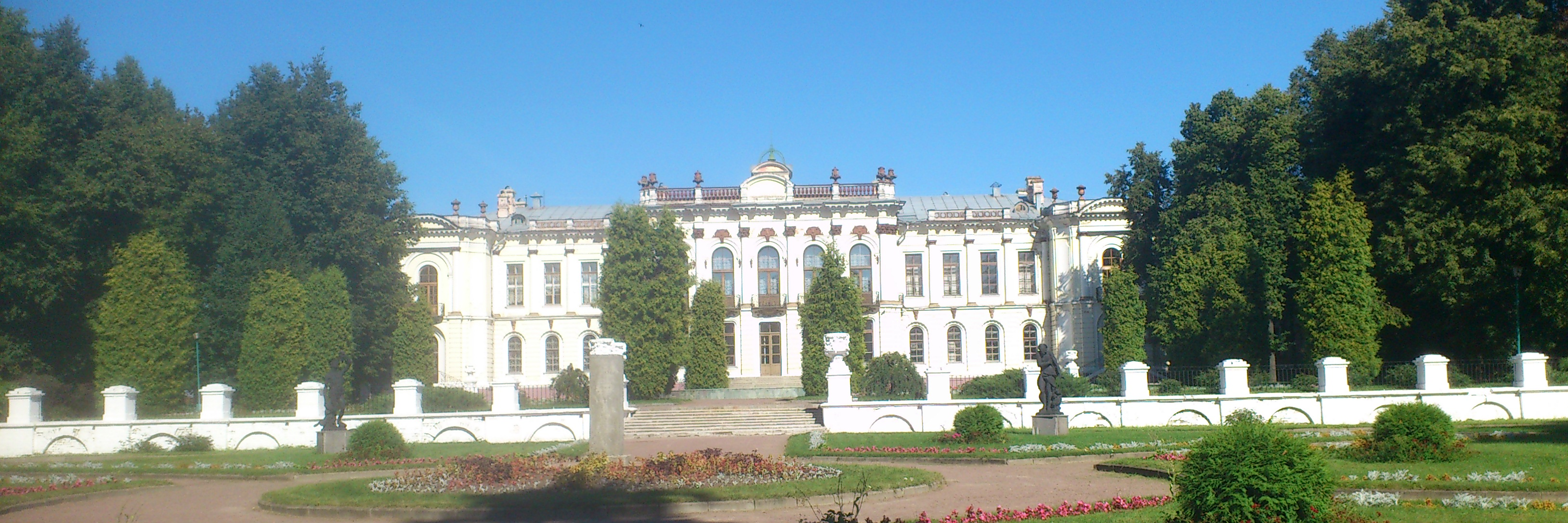
Современный вид со стороны центральной аллеи исторического парка

Усадьбой владели Шуйские, Прозоровские, Нарышкины, Разумовские, Шульц. Со второй половины XIX века территорию и здания усадьбы занимает Петровская сельскохозяйственная академия, для открытия которой усадьба была выкуплена государством.
Усадьба была построена в 50-е годы XVIII века под руководством петербургского архитектора Александра Филипповича Кокоринова[уточнить]. Главный дом представлял собой замкнутое каре, его просторный внутренний двор располагался там, где сейчас проходит Тимирязевская улица. К моменту устройства Петровской академии главный дом обветшал, и было принято решение его разобрать. На его фундаменте в 60-е годы архитектор Пётр Кампиони по проекту Николая Бенуа выстроил корпус академии в стиле необарокко, как дань уважения архитектуре XVIII века. Крыша увенчана башенкой с часами и колоколом, окна украшены выпуклыми стеклами.
Возле главного дома разбит террасный регулярный парк, граничащий с дендрологическим садом им. Шредера и Тимирязевским парком. Центральная аллея, пересекаемая симметрично проложенными поперечными и диагональными дорожками, идет от дома к Большому Садовому пруду, который был устроен при Разумовском путём постройки плотины на реке Жабне. Пилоны ограды террасной стенки, отделяющей верхнюю террасу парка, при Разумовском украшали бюсты римских императоров, к настоящему моменту утраченные и заменённым вазами, аналогичная ваза расположена в клумбе на главной аллее. Соседнюю террасу в настоящий момент украшают аллегорические скульптуры «Времена года», перенесённые в Петровско-Разумовское из городской усадьбы Разумовских.
На берегу пруда при Кирилле Григорьевиче Разумовском был устроен грот, сохранившийся до нашего времени. Венчавший его павильон утрачен. Другой грот, где в 1869 году членами организации «Народная расправа» был убит студент академии Иванов, до настоящего времени не дошёл. 
В 1820-е годы большую известность получили праздники, которые, не скупясь на расходы, устраивал для москвичей в Петровском престарелый князь Ю. В. Долгоруков. Почтмейстер Булгаков в июне 1822 года сообщал, что такое празднество длилось целый день:

Обед, ужин, гулянье, ярмарка, фейерверк, иллюминация, кокан, жареный бык для своих людей и другой для народу, шар воздушный и, в заключение, большой бурак; когда он лопнул на воздухе, то из него полетели 10 тысяч экземпляров катренов, коими князь благодарит за посещение и просит всех возобновлять оное всякий год и в прочие дни, когда угодно.
Напротив корпуса академии в XIX веке на фундаменте крыльев главного дома были выстроены дугообразные корпуса общежитий. Между зданиями расположен небольшой сквер с памятником К. А. Тимирязеву (скульптор М. Страховская), чьё имя с 1923 года носит и академия. Возле главного корпуса академии сохранилось здание конного двора. Здание представляет собой замкнутое каре с проездной аркой в восточном фасаде.

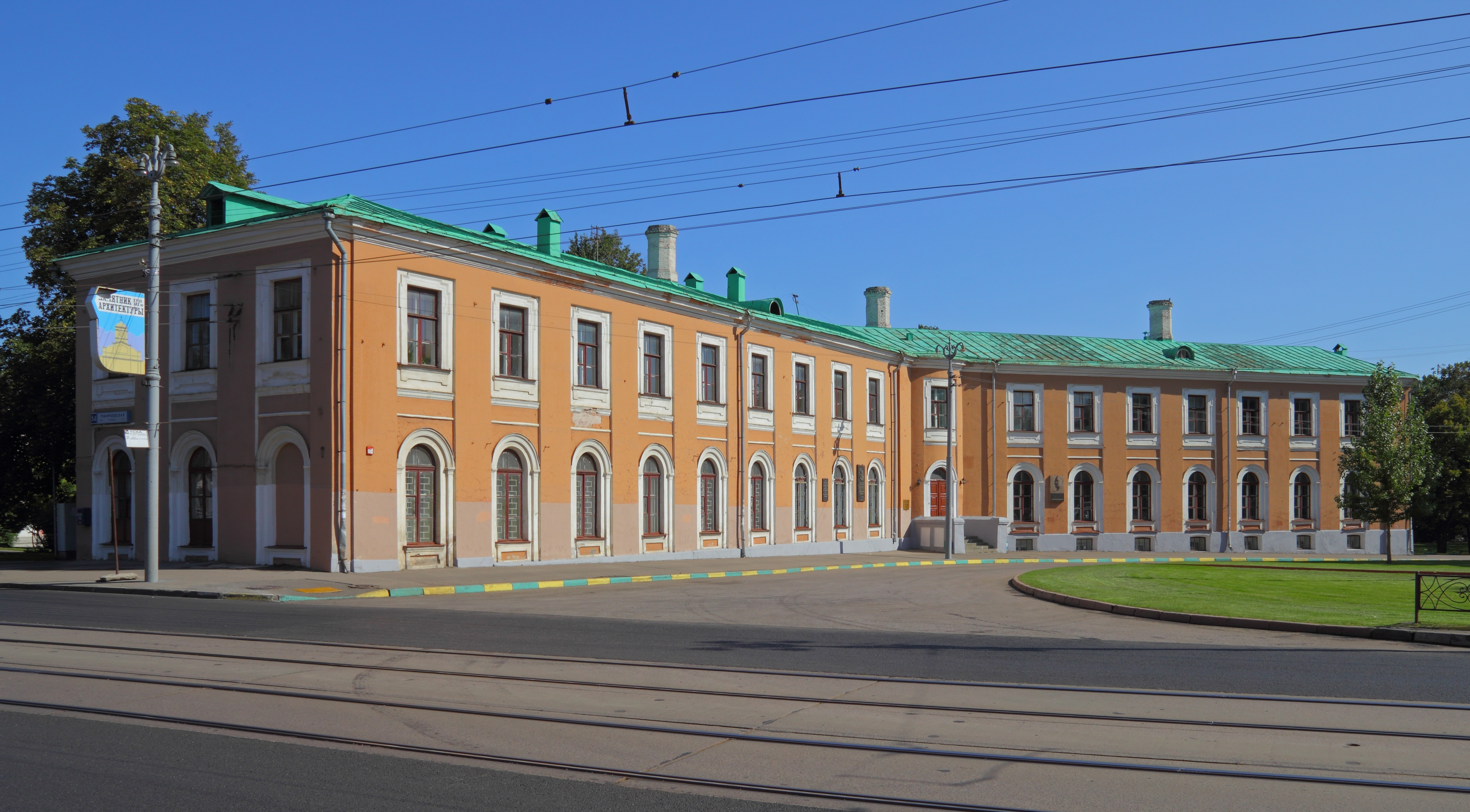
Бывшее крыло главного дома
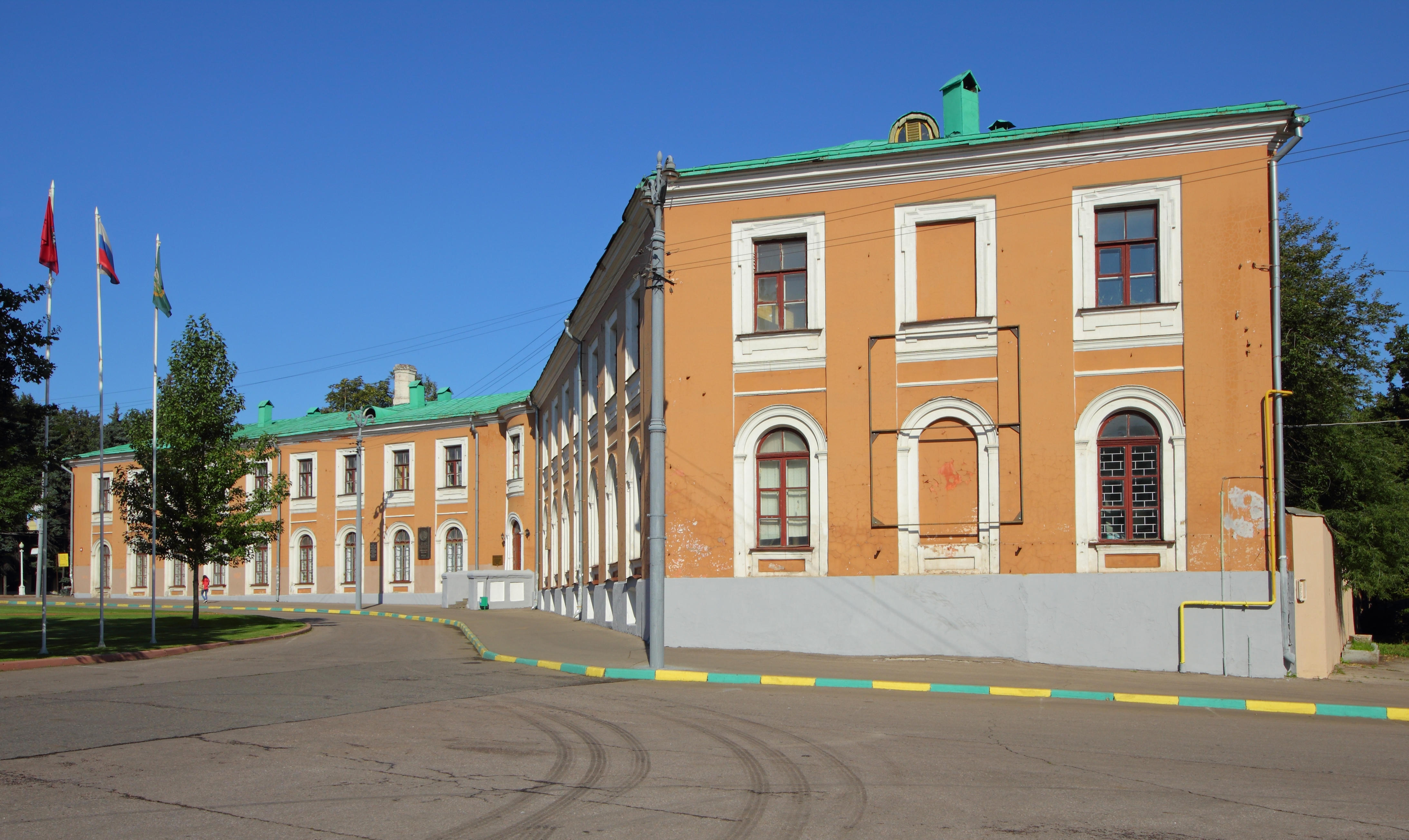
Бывшее крыло главного дома
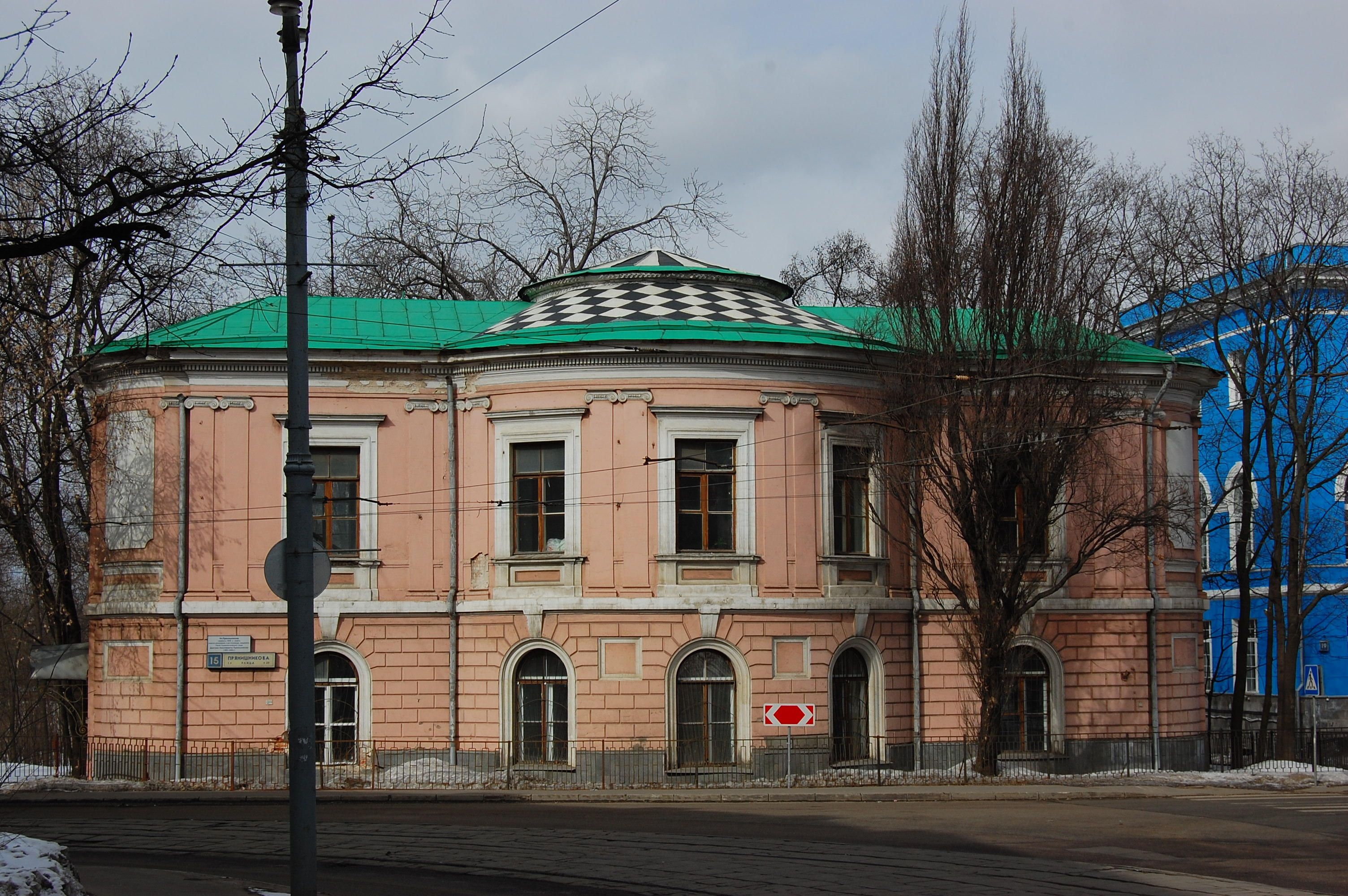
Манеж
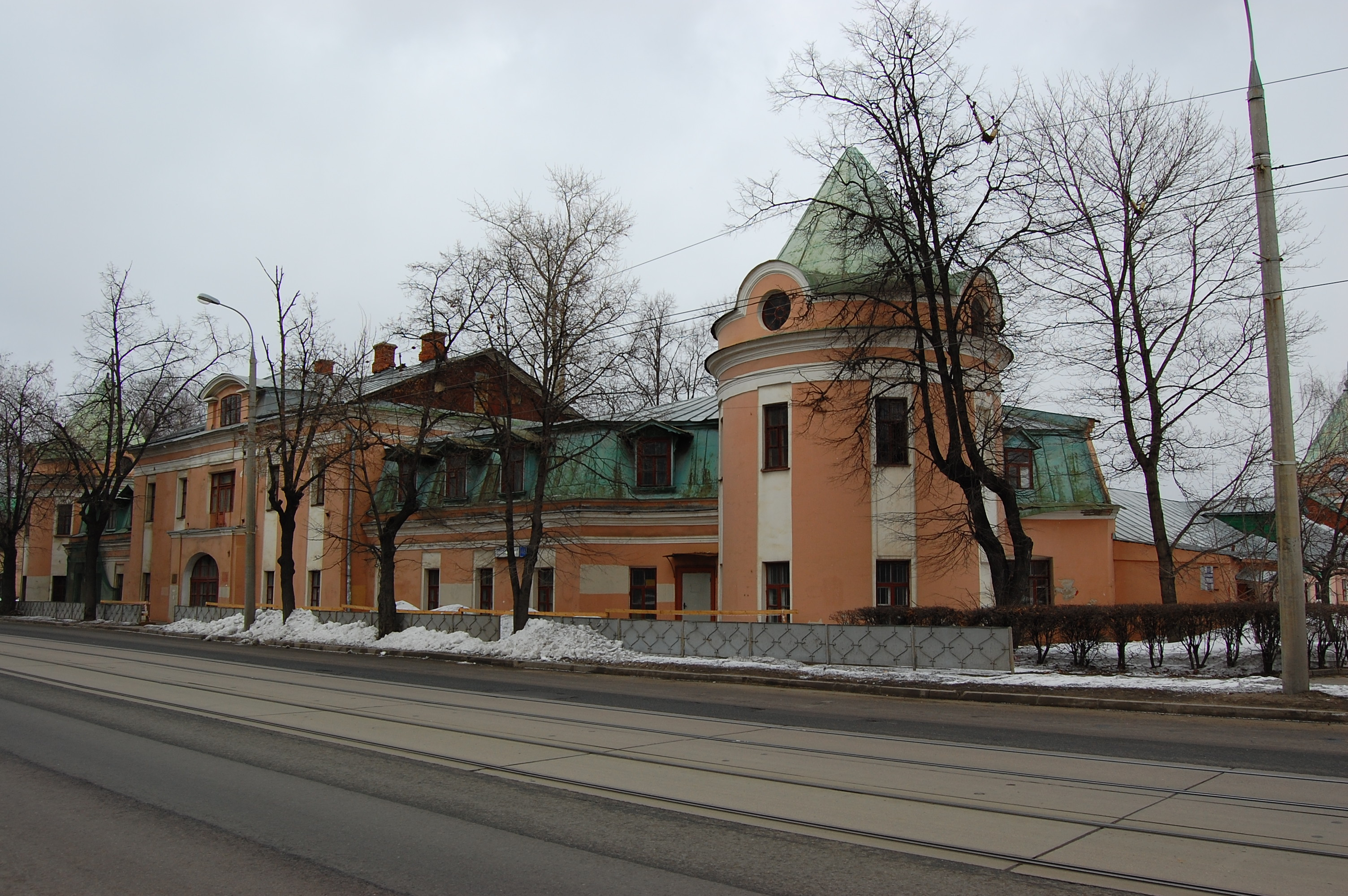
Ферма